# Емилио Милутинович
Емилио Милутинович (на сръбски: Емилио Милутиновић или Emilio Milutinović) е сръбски революционер, войвода на Сръбската въоръжена пропаганда в Македония в началото на XX век.

## Биография
Роден е в Славония, Австро-Унгария. Призован да отбие военната си служба, Милутинович бяга в Сърбия и постъпва в армията като сержант. В 1904 година се присъединява към четата на Георги Скопянчето като четник. Тъй като има военно образование и четнически опит, в края на 1905 година е назначен за сръбски войвода в Скопска Църна гора. На 7 февруари 1906 година четата на Милутинович заедно с четата на Василие Търбич се сблъскват с османска войска при Челопек. Четата на Милутинович е напълно унищожена и той е разжалван от войводската длъжност. Участва в двете Балкански и в Първата световна война като четник.